# Provinz Mekka
Mekka (arabisch مكة المكرّمة, DMG Makka al-Mukarrama) ist eine der 13 Provinzen Saudi-Arabiens. Sie befindet sich im Westen des Landes. Die Provinz Mekka hat ca. 7,8 Millionen Einwohner (2022), die Fläche der Provinz beträgt 153.128 km². Damit ist Mekka die bevölkerungsreichste Provinz Saudi-Arabiens. Die Bevölkerungsdichte liegt bei 53 Einwohner pro Quadratkilometer. Mekka grenzt im Uhrzeigersinn an die Provinzen Medina, Riad, Asir und Baha.
Hauptstadt der Provinz ist Mekka, die heiligste Stätte des Islams. Dschidda ist die größte Stadt der Provinz, weitere große Städte sind Ta'if und al-Hawiyya.
In der Provinz lebten 2010 laut Zensus ca. 4,1 Millionen Saudis und 2,8 Millionen Ausländer. Dies entspricht einem Verhältnis von 60 % Saudis und 40 % Ausländer.

## Bevölkerungsentwicklung
| Jahr | Einwohner |
| ---- | --------- |
| 2004 | 5.797.184 |
| 2010 | 6.927.477 |
| 2022 | 7.769.994 |

## Gouverneure
| Namen                             | Zeitraum  | ernannt von    |
| --------------------------------- | --------- | -------------- |
| Faisal bin Abdulaziz Al Saud      | 1925–58   | Ibn Saud       |
| Mutaib bin Abdulaziz Al Saud      | 1958–61   | Ibn Saud       |
| Abdullah bin Saud Al Saud         | 1961–63   | König Saud     |
| Mischal bin Abdulaziz Al Saud     | 1963–71   | König Saud     |
| Fawwaz bin Abdulaziz Al Saud      | 1971–80   | König Faisal   |
| Majid bin Abdulaziz Al Saud       | 1980–99   | König Faisal   |
| Abdul Majid bin Abdulaziz Al Saud | 1999–07   | König Fahd     |
| Khalid bin Faisal Al Saud         | 2007–13   | König Abdullah |
| Mischal bin Abdullah Al Saud      | 2013–15   | König Abdullah |
| Khalid bin Faisal Al Saud         | seit 2015 | König Salman   |